# Tour Colombia
Die Tour Colombia ist ein kolumbianisches Etappenrennen im Straßenradsport.
Der Wettbewerb wurde erstmals im Februar 2018 unter dem Namen  Colombia Oro y Paz (dt. Kolumbien Gold und Frieden) ausgetragen. Es wurde von der kolumbianischen Regierung unterstützt und sollte den Friedensschluss mit der Guerillaorganisation FARC-EP feiern. Das Rennen wurde als Teil der UCI America Tour in die UCI-Kategorie 2.1 eingereiht. Mit der Austragung des Jahres 2019 wurde der Name der Veranstaltung in Tour Colombia 2.1 geändert.

## Sieger
| Jahr               | Sieger             | Zweiter                | Dritter                |          |
| ------------------ | ------------------ | ---------------------- | ---------------------- | -------- |
| Colombia Oro y Paz |                    |                        |                        |          |
| 2018               | Egan Bernal        | Nairo Quintana         | Rigoberto Urán         |          |
| Tour Colombia 2.1  |                    |                        |                        |          |
| 2019               | Miguel Ángel López | Iván Sosa              | Daniel Felipe Martínez |          |
| 2020               | Sergio Higuita     | Daniel Felipe Martínez | Jonathan Caicedo       |          |
| 2021               | abgesagt           | abgesagt               | abgesagt               | abgesagt |
| 2022               | abgesagt           | abgesagt               | abgesagt               | abgesagt |
| 2023               | abgesagt           | abgesagt               | abgesagt               | abgesagt |
| 2024               | Rodrigo Contreras  | Richard Carapaz        | Jonathan Caicedo       |          |